# الجميزة
الجميزة إحدى قرى مركز السنطة التابع لمحافظة الغربية بجمهورية مصر العربية، ومن أعلامها مرسي عطا الله رئيس مجلس إدارة مؤسسة الأهرام الأسبق. يوجد بالقرية محطة للبحوث الزراعية أنشئت عام 1960، تحتوي المحطة على 48 قسمًا بحثيًا يمثلون 8 معاهد بحثية مختلفة، يبلغ إجمالي عدد العاملين بها 638 ما بين باحثين وأخصائيين وعمال.

## التاريخ
قرية الجميزة من القرى القديمة، حيث وردت باسم «أبشيش والجميزة» في أعمال السمنودية ضمن قرى الروك الصلاحي التي أحصاها ابن مماتي في كتاب قوانين الدواوين، كما وردت باسم «أبشيش والجميزة» في أعمال الغربية ضمن قرى الروك الناصري التي أحصاها ابن الجيعان في كتاب «التحفة السنية بأسماء البلاد المصرية». وفي العصر العثماني وردت باسم «أبشيش والجميزة» في التربيع العثماني الذي أجراه الوالي العثماني سليمان باشا الخادم في عصر السلطان العثماني سليمان القانوني ضمن قرى ولاية الغربية، وفي تاريخ 1228هـ/1813م الذي عدّ قرى مصر بعد المسح الذي قام به محمد علي باشا باسم «الجميزة» ضمن قرى مديرية الغربية.

## السكان
بلغ عدد سكان الجميزة 10,176 نسمة حسب تقدير عام 2018.
| السنة  | 1882 | 1897 | 1907 | 1927 | 1947 | 1960 | 1976 | 1986 | 1996 | 2006  | 2018   |
| ------ | ---- | ---- | ---- | ---- | ---- | ---- | ---- | ---- | ---- | ----- | ------ |
| القرية | 1179 | 1550 | 2045 | 2290 | 1695 | 3767 | 4950 | 5782 | 6970 | 8,104 | 10,176 |